# Разаевка
Разаевка, Разия(баш. Разия) — деревня в Бижбулякском районе Башкортостана, относится к Кенгер-Менеузовскому сельсовету. Проживают татары.

## История
Название происходит от личного имени Разия.
Школа закрылась в 1989 году.
Присутствует мечеть.

## Географическое положение
Расстояние до:
- районного центра (Бижбуляк): 21 км,
- центра сельсовета (Кенгер-Менеуз): 11 км,
- ближайшей ж/д станции (Аксеново): 26 км. Село находится на юго-западе Республики Башкортостан, протекает река Менеуз, длина реки составляет 60 км. Устье реки находится в 323 км по левому берегу реки Дёмы В 16-ти километрах находится санаторий имени Чехова.

## Население
| 2002 | 2009 | 2010 |
| ---- | ---- | ---- |
| 83   | ↗94  | ↘80  |

Национальный состав
Согласно переписи 2002 года, преобладающая национальность — татары (75 %).